# Dalimilkrönikan

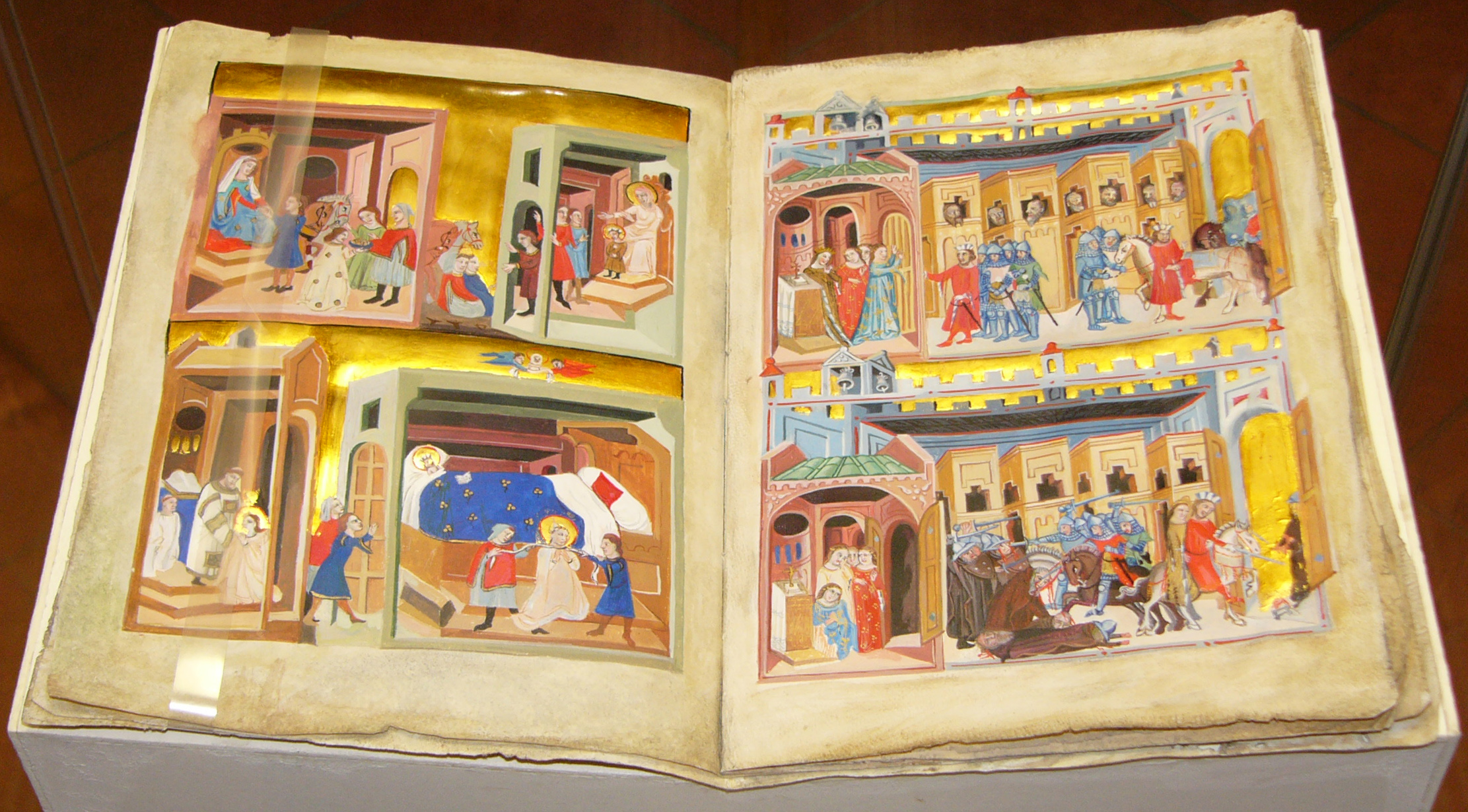
Dalimilkrönikan

Dalimilkrönikan (tjeckiska: Dalimilova kronika) är den första rimkrönikan på tjeckiska språket, av okänd författare.
Krönikören Hájek (död 1553) uppger visserligen bland sina källor Dalimil Meziričský, domherre i Bunzlau, men detta är obestyrkt. Av skriften framgår, att författaren varit av adlig börd och på äldre dagar bosatt i Prag, måhända såsom johanniterriddare i ett kloster. Krönikan, som skrevs omkring 1310, vittnar om stor lärdom och varm fosterlandskärlek (mot tyskarna).
Byggd dels på äldre krönikor, dels på muntliga traditioner, är rimkrönikan okritisk, men dess senare del saknar ej en viss betydelse för den tjeckiska historieforskningen. Dess dåtida värde intygas därav, att den översattes på tyska (redan omkring 1340) och på latin (på 1700-talet). Den första tryckta upplaga utkom i Prag 1620, därpå editioner av František Faustin Procházka, Václav Hanka och Josef Jireček. En akademisk upplaga efter en i Cambridge förvarad handskrift utgavs 1892 av V.E. Mourek.